# Hijos del Tigre
Los Hijos del Tigre son personajes ficticios, tres héroes de las artes marciales que aparecen en los cómics estadounidenses publicados por Marvel Comics.
Los Hijos del Tigre eran tres amigos y estudiantes de artes marciales del Maestro Kee: Lin Sun, de ascendencia china, era el líder del trío y el hijo adoptivo del Maestro Kee; Abe Brown era un afroamericano de las calles del ghetto de Harlem; y Robert Diamond era un actor de Hollywood caucásico.

## Historia de publicación
Los Hijos del Tigre aparecieron por primera vez en los cómics publicados por Curtis Magazines (una breve sello editorial de Marvel Comics) llamada Deadly Hands of Kung Fu. La serie fue creada por Gerry Conway y dibujada por Dick Giordano, y se publicó a principios de la década de 1970 en medio de la locura de la película "Kung Fu" o Chopsocky.
Los Hijos del Tigre hicieron apariciones en la Edición Especial para Coleccionistas: Savage Fists of Kung Fu # 1. También aparecieron en la Edición del álbum especial de Deadly Hands of Kung Fu. Ambas apariciones contenían la misma historia, titulada "El Plan Maestro de Fu Manchu". En esta historia, los Hijos del Tigre se unen a Iron Fist y Shang-Chi. La Edición de coleccionista especial contenía la historia en color, mientras que la Edición de álbum especial estaba en blanco y negro.

## Historia ficticia

### Origen
Lin Sun regresa de un torneo de artes marciales con su trofeo de primer lugar cuando es repentinamente atacado por ninjas frente a su escuela en San Francisco. Después de derrotar a los villanos, entra en el "Tigre Dojo", que ha sido saqueado. Encuentra un Maestro moribundo, Kee, quien le dice que hay fuerzas en este mundo que nos destruirían y luego señala una caja en un estante, después de lo cual muere. En la caja, Lin encuentra tres amuletos hechos de jade, una cabeza de tigre y dos garras: el símbolo de la escuela. La inscripción en la base de la caja dice: "Cuando se llama a tres y se paran como una sola, como una contra la que lucharán, se hará su voluntad... Porque cada una nace de nuevo, el Hijo del Tigre". Más tarde se les conoce como "Los amuletos del poder".
Poco después, Lin se encuentra con sus dos amigos, Abe Brown y Bob Diamond, quienes también han sido atacados por ninjas. Lin relata la historia de la muerte del Maestro Kee y le da a cada uno de ellos uno de los amuletos de garra de tigre de jade. Pronto descubren que cuando se unen y cantan la inscripción de la caja, se conectan de forma mística. Sus habilidades de artes marciales se combinan para convertirse en una sola fuerza y sus habilidades físicas se triplican cuando usan los amuletos.
Durante la serie, el trío se enfrenta a "The Silent Ones", una organización malvada con lazos místicos que intentan dominar el mundo.

### Fallecimiento
Comenzando en Deadly Hands of Kung Fu # 19, titulado "An Ending", el trío se rompe y Lin Sun lanza los tres amuletos en un bote de basura ubicado en un callejón. Allí, Héctor Ayala encuentra los amuletos y los usa para convertirse en el White Tiger. Los Hijos del Tigre aparecieron en las siguientes dos historias, "A Beginning" y "To Claw the Eyes of Night", durante la transición a las historias de White Tiger. El personaje de Abe Brown se ve sobre todo periódicamente después de eso. El libro continuó usando el título "Hijos del tigre", aunque el trío se había separado y el poder se transfirió al White Tiger.

### Después de la cancelación
Bob Diamond continuó haciendo apariciones ocasionales en Power Man y Iron Fist como amante de Colleen Wing.
Los Hijos del Tigre aparecieron brevemente con la Resistencia humana de Luke Cage después de que la Bruja Escarlata alteró el mundo durante el cruce de House of M,  junto con las Hijas del Dragón, la Gata Negra, Puño de Hierro y el Caballero Luna. Lin Sun, Abe Brown y Lotus Shinchuko aparecieron en un número de The Pulse como guardaespaldas de Luke Cage, quien había resultado herido durante los eventos de Secret War. También aparecieron junto a Spider-Man en Marvel Team-Up # 40. En noviembre de 2008, hicieron una aparición en Manifest Destiny: Wolverine. Los Hijos del Tigre se reunieron en la miniserie Deadly Hands of Kung-Fu de 2014 , donde ayudaron a Shang-Chi y sus compañeros.

## Miembros

### Lin Sun
Lin Sun es el líder chino de los Hijos del Tigre y el hijo adoptivo del Maestro Kee.

### Black Tiger
Black Tiger (Abraham "Abe" Brown) es el hermano de Hobie Brown (también conocido como el Prowler). Abe se dedicó a las artes marciales y se hizo amigo de los compañeros artistas marciales Lin Sun y Bob Diamond. Juntos encontraron tres amuletos de tigre de jade y se convirtieron en los Hijos de los Tigres. Los Hijos de los Tigres se unirían con otros héroes como Spider-Man, Puño de Hierro y la Antorcha Humana. Abe y los Hijos de Tigres se separaron cuando Lin y Bob comenzaron a pelearse por una mujer, arrojando sus amuletos en el proceso. Más tarde, Abe se tomó unas vacaciones y su maleta fue cambiada por una misteriosa mujer llamada Brillalae. La maleta contenía el traje de Black Tiger y el avión de Abe fue secuestrado por hombres que lo buscaban. El avión se estrelló, pero Abe logró sobrevivir. Abe persiguió a uno de los secuestradores, llamado Mole, y ambos fueron capturados por los beduinos que los obligaron a luchar por el título de Dragón Negro. Abe derrotó a Mole y ganó el disfraz, convirtiéndose en Black Tiger. Abe fue visto por última vez después de haber ayudado a formar el Cuerpo de Penitencia.

### Bob Diamond
Bob Diamond es un actor del Hollywood Caucasion.

## Otras versiones

### Marvel Zombies Return
En la realidad de Marvel Zombies Return, los Hijos del Tigre participaban en un torneo de karate hasta que un zombi Wolverine se estrelló y mató a algunos de los participantes.

### MC2
En la realidad de MC2, los Hijos del Tigre recibieron una invitación de Deadpool para asistir a un torneo de artes marciales para ver si aún pueden realizar sus habilidades de artes marciales.

## En otros medios

### Televisión
- Abraham Brown aparece en la serie animada de Spider-Man, con la voz de Ogie Banks.[13] Esta versión es un experto en tecnología y mantiene el equipo de su hermano Hobie Brown. En el episodio "Bring on the Bad Guys" Pt. 3, un robo fallido ha llevado cautivo a Abraham mientras Silvermane obliga al Prowler a tomar la recompensa para capturar a Spider-Man con el fracaso que resulta en la muerte de Abraham. Sin éxito en el encuentro, los dos formaron una renuente alianza para salvar a Abraham de Silvermane. Mientras Abraham sale corriendo para llamar a la policía, Spider-Man y Prowler luchan contra Silvermane. Después de la derrota de Silvermane, Prowler agradece a Spider-Man, que le otorga una batería esencial para el proyecto científico de este último en el proceso. Cuando Spider-Man se aleja, Abraham se confunde acerca de que Spider-Man está en una feria de ciencias.
- Abe Brown aparece como el "director" de la comedia de situación de realidad alternativa al estilo de los años 50 de Wanda Maximoff y Visión "protagoniza" el "Episodio 1" de la miniserie de televisión de Disney+ WandaVision.[14]

### Cine
Abe Brown aparece en Spider-Man: Homecoming (2017), interpretado por Abraham Attah. Esta versión es un compañero de clase de Peter Parker y parte del equipo de decatlón. Cómicamente expresa su opinión sobre todo, especialmente cuando el miembro del equipo de decatlón, Flash Thompson, responde una pregunta incorrectamente. Se da a entender que tiene un gran respeto hacia Peter, ya que expresa abiertamente su desdén hacia el constante acoso verbal de Flash hacia él y se burló cuando Peter tomó el lugar de Flash en el decatlón.